# Canon EOS 7D Mark II
La Canon EOS 7D Mark II és una càmera rèflex digital APS-C fabricada per Canon. Aquesta, va ser anunciada el 15 de setembre de 2014 amb un preu de venta suggerit de 1.499€ només cos.
Aquest model va substituir a la Canon EOS 7D.
Aquesta gamma de càmeres rèflex, és l'única anomenada amb un sol dígit que incorpora un sensor d'imatge APS-C.

## Característiques[2]
Les seves característiques més destacades són:
- Sensor d'imatge CMOS de 20,2 megapíxels
- Processador d'imatge DIGIC 6
- 65 punts d'autoenfocament en creu
- Dual Píxel amb detecció de cara
- Disparo continu de 10 fotogrames per segon
- Sensibilitat ISO 100 - 16.000 (ampliable fins a H1: 25.600 i H2: 51.200)
- Gravació de vídeo: Full HD 1080p fins a 50/60 fps
- Gravació de vídeo time lapse a Full HD 1080p
- Pantalla LCD de 3,0" d'1.040.000 píxels
- Adaptador Wi-Fi en forma de targeta SD (W-E1)[3]
- Bateria LP-E6N
- Entrada de Jack de 3,5mm per a micròfons externs o gravadores i entrada d'auriculars
- Protecció contra esquitxades i pols

## Diferències respecte a la 7D[4]
- Més resolució: 20,2 megapíxels, en lloc de 18 megapíxels
- Enfocament: 65 punts AF en creu, en lloc de 19 punts AF en creu
- Sensibilitat ISO ampliable: Fins a ISO 51.200, en lloc de 12.800
- Processador: Digic 6, enlloc de Digic 4
- FPS: 10 fps, en lloc de 8 fps
- Gravació de vídeo: 1080p a 50/60 fps, en lloc de 1080 a 25/30 fps
- Millor pantalla LCD: Pantalla d'1.040.000 píxels, en lloc de 921.600 píxels
- Transmissió WI-Fi (amb targeta SD) que la seva predecessora no tenia

## Premis
El 2015 la 7D Mark II va guanyar el premi a la càmera de l'any del Japó.
El mateix any aquesta càmera, també va guanyar el premi de Technical Image Press Association (TIPA), com a millor càmera rèflex per experts.

## Inclòs a la caixa
- Càmera EOS 7D Mark II
- Bateria LP-E6N
- Carregador de bateria LC-E6E
- Ocular EG
- Cable d'interfície IFC-150U II (USB 3.0)
- Corretja ampla
- Adaptador Wi-Fi en forma de targeta SD (W-E1)
- CD EOS Digital Solution

## Accessoris compatibles
- Tots els objectius amb muntura EF / EF-S
- Flaixos amb muntura Canon
- Micròfons amb entrada de Jack 3,5 mm
- Auriculars amb entrada de Jack 3,5 mm
- Targetes de memoria SD, SDHC i SDXC
- Cable mini HDMI (tipus C)